# Tamar Beraia
Pour les articles homonymes, voir Beraia.
Tamar Beraia (géorgien : თამარ ბერაია) est une pianiste géorgienne de musique classique née à Tbilissi (Géorgie) en 1987.

## Biographie
Tamar Beraia est née dans une famille de musiciens et a commencé l’apprentissage du piano à l’âge de cinq ans sous la direction de sa mère. Elle a poursuivi son éducation musicale à la Décennie des Talents de Zakaria Paliachvili, puis au Conservatoire d’État de Tbilissi Vano Sarajishvili.
Elle a obtenu un master à l’Université des Sciences Appliquées et des Arts de Lucerne, sous la supervision du pianiste tchèque Ivan Klánský.
En 1997, Tamar Beraia a remporté le premier prix au Concours international des jeunes pianistes et violonistes de Vilnius,. En 2005, elle a également remporté la première place au Concours international de piano de Tbilissi en Géorgie.
En 2001, le pianiste, compositeur et pédagogue français Michel Sogny a invité Tamar Beraia à participer à ses master classes à la Villa Schindler en Autriche. Elle a régulièrement pris part aux master classes organisées par la Fondation SOS Talents de Michel Sogny, notamment en Autriche et en Suisse, aux côtés de jeunes pianistes tels que Khatia Buniatishvili et Yana Vassilieva.
Évoquant sa collaboration avec Michel Sogny, Tamar Beraia déclare:

« Étudier avec Michel Sogny a toujours été une source d’inspiration pour moi. Pianiste, compositeur, écrivain, philosophe et pédagogue, il est une personnalité unique. Sa méthode exceptionnelle aide non seulement à maîtriser techniquement l’instrument, mais aussi à développer une perception sensible du phrasé musical. »

Elle est présente sur de nombreuses scènes internationales dans différents pays,,.
Elle sort un CD consacré à Beethoven et Liszt en juillet 2018.
Le 22 novembre 2024, Odradek Records, en collaboration avec la Fondation SOS Talents-Michel Sogny, a publié son nouveau CD mettant à l’honneur les œuvres musicales de Michel Sogny,.